# Carmen Alba
Carmen Alba Orduna (Pamplona, 29 de junio de 1967) fue la delegada del Gobierno en Navarra entre el 9 de enero de 2012 hasta el 19 de junio de 2018.

## Biografía
Casada y madre de dos hijos, es licenciada en Derecho por la Universidad de Navarra, cuenta con una amplia trayectoria política combinada con años de trabajo en la empresa privada.
Fue concejal del ayuntamiento de Pamplona por Unión del Pueblo Navarro (UPN-PP) en dos mandatos (1991-1995 y 1998-2003), años en los que ejerció de concejal de Deporte y Juventud. Entre 1995 y 1998 ejerció como abogada, y desde 2003 hasta enero de 2012 –cuando tuvo lugar la toma de posesión como delegada del Gobierno- realizó su labor en la empresa privada. En mayo de 2019 repite como concejala en el ayuntamiento de pamplona por la coalición Navarra Suma.
Sustituyó al concejal Tomás Caballero en el ayuntamiento de Pamplona cuando éste fue asesinado por la banda terrorista ETA en mayo de 1998.
Vinculada a la política desde Alianza Popular, fue miembro del PP desde su creación en 1989, donde ejerció como vicesecretaria del Comité Ejecutivo de Nuevas Generaciones. UPN y PP se unieron hasta el 2008, año en el que se vuelve a crear el Partido Popular en Navarra. 
Tras la refundación del Partido Popular de Navarra (PPN) en la Comunidad foral, formó parte de la Comisión Constituyente, siendo posteriormente - tras el congreso de refundación-, y en la actualidad, miembro del Comité Ejecutivo.
Es hija del coronel de infantería del Ejército, Antonio Alba Rojas, que resultó herido tras sufrir un atentado de ETA en marzo de 1987 en Pamplona. El terrorista le disparó a la altura del mentón, encasquillándosele la pistola cuando se disponía a volver a dispararle delante de una de sus hijas y tres amigas de ésta.